# Mosteiros (Alentejo)
Koordinaten: 38° 18′ 40,3″ N, 7° 51′ 28,5″ W
Mosteiros (deutsch „Kloster“) liegt südlich von Évora auf halber Strecke zwischen Portel und Viana do Alentejo am Nordufer des 1977 fertiggestellten Stausees von Alvito im Alentejo in Portugal. Der Ort befindet sich etwa einen Kilometer südöstlich der Ortslage Oriola in der Pfarrei „San Bartolomeu do Outeiro“.

## Die Kirche
Die in niedrigen Mauerzügen erhaltene, 1992 ausgegrabene, etwa 20,0 m Länge erreichende westgotische Kirche bestand aus quaderverstärktem Bruchgestein. Sie war ein Kreuzbau mit westlich gelegenem Vorraum und zwei vom südlichen Kreuzarm nach Osten und Westen abgehenden Gelassen, die, wie auch der Südarm selbst, für Bestattungszwecke genutzt wurden. In der hufeisenförmigen Apsis ist noch der Standplatz des Altars zu erkennen. In Bezug auf Bautechnik, Disposition und Apsisform ähnelt die Anlage der auf spanischer Seite der Grenze liegenden Kirche von Valdecebadar bei Olivenza, welche ins frühe 7. Jahrhundert datiert wird. Die Câmara Municipal von Portel plant, den seit 1992 wissenschaftlich erschlossenen Fundplatz zu bewahren.